# Грачовка (Усманський район)
Грачовка (рос. Грачёвка) — село в Усманському районі Липецької області Російської Федерації.
Населення становить 824  особи. Належить до муніципального утворення Грачовська сільрада.

## Історія
З 13 червня 1934 до 1954 року у складі Воронезької області. Відтак входить до складу Липецької області.
Згідно із законом від 2 липня 2004 року №114-оз органом місцевого самоврядування є Грачовська сільрада.

## Населення
| 2010 | 2011 | 2012 | 2013 | 2014 | 2015 | 2016 |
| ---- | ---- | ---- | ---- | ---- | ---- | ---- |
| 910  | →910 | ↘876 | ↗880 | ↘857 | ↘853 | ↘852 |
| 2017 | 2018 |      |      |      |      |      |
| →852 | ↘824 |      |      |      |      |      |